# Kõõru
Koordinaten: 58° 24′ N, 22° 10′ O
Kõõru ist ein Dorf (estnisch küla) auf der größten estnischen Insel Saaremaa. Es gehört zur Landgemeinde Saaremaa (bis 2017: Landgemeinde Kihelkonna) im Kreis Saare.
Das Dorf hat sieben Einwohner (Stand 31. Dezember 2011).

## Persönlichkeiten
In Kõõru wurde der estnische Schiffsmagnat Jaen Teär (1854–1925) geboren.